# Уголовный судебный процесс по делу MH17
Уголо́вный суде́бный проце́сс по де́лу MH17 (произносится: эм-эйч семнадцать) начался 9 марта 2020 года в Нидерландах. Слушания прошли в Амстердаме, в судебном комплексе «Схипхол».
Расследование вела международная Объединённая следственная группа (JIT), а в суде выступала прокуратура Нидерландов. Обвиняемыми являются три гражданина России — Игорь Гиркин («Стрелков»), Сергей Дубинский («Хмурый») и Олег Пулатов («Гюрза»), а также один гражданин Украины — Леонид Харченко («Крот»). Никто из них не явился в суд. Пулатов взаимодействовал с судом только через адвокатов.
Прокуратура пришла к выводу, что 17 июля 2014 года самолёт Boeing 777 рейса MH17 был сбит в результате попадания ракеты зенитно-ракетного комплекса «Бук», который на тот момент находился на территории, контролируемой непризнанной Донецкой Народной Республикой (ДНР). Следствие установило, что «Бук» принадлежал 53-й зенитно-ракетной бригаде войск ПВО Сухопутных войск Российской Федерации и был доставлен на территорию, с которой был произведён выстрел, из России. Все альтернативные версии были признаны стороной обвинения несостоятельными. Следствие также считает, что никто из обвиняемых лично не принимал участие в пуске ракеты, но они «совместно руководили планом уничтожения самолёта».
Все обвиняемые объявлены в международный розыск. Им предъявлены обвинения по статьям 168 и 289 Уголовного кодекса Нидерландов. Прокуратура запросила для них пожизненный срок. Приговор был объявлен 17 ноября 2022 года.
Судебный процесс по другим аспектам дела продолжается.

## Хронология событий
17 июля 2014 года на востоке Донецкой области Украины был сбит самолёт рейса MH17. Погибли все 298 человек на борту.
7 августа 2014 года была создана Совместная следственная группа (англ. Joint Investigation Team, JIT), в которую вошли прокуроры и представители иных правоохранительных органов Австралии, Бельгии, Малайзии, Нидерландов и Украины, а также представители Евроюста, которые хотели совместно работать над уголовным расследованием преступления.
5 июля 2017 года страны — участницы JIT решили, что любое преследование и судебное разбирательство подозреваемых будет вестись в Нидерландах и в соответствии с голландским законодательством.
7 июля 2017 года Нидерланды и Украина заключили соглашение о международно-правовом сотрудничестве, чтобы добиться судебного преследования и судебного разбирательства в Нидерландах.
10 июля 2018 года в сенате Нидерландов было разработано законодательство, которое даёт возможность судить подозреваемых в Нидерландах.
19 июня 2019 года Государственная прокуратура Нидерландов объявила, что на основании доказательств, собранных JIT, она решила привлечь к уголовной ответственности лиц, которые считаются ответственными за сбитие самолёта рейса MH17 на востоке Украины.
26 июня 2019 года для рассмотрения дела MH17 были назначены четыре судьи, из которых один — резервный.
Осенью 2019 года Государственная прокуратура Нидерландов решила привлечь к уголовной ответственности лиц, которые считаются ответственными за аварию рейса MH17 на востоке Украины. Прокуроры вручат уведомление о подозрении.
9 марта 2020 года состоялось первое судебное заседание по делу о сбитии самолёта рейса MH17.
23 марта дальнейшие слушания были отложены до 8 июня 2020 года, так как защите требовалось больше времени, чтобы ответить на запросы прокуратуры.
22 июня защита обвиняемого по делу MH17 Олега Пулатова заявила о возможной фальсификации доказательств. По словам адвоката Баудевейна ван Эйка, прокуратура Нидерландов, которая занимается расследованием катастрофы, полагалась на данные украинской стороны, которая, по его словам, является заинтересованной.
23 июня защита по делу MH17 попросила расследовать увольнение украинского прокурора, который представлял страну в Совместной следственной группе. В тот же день адвокат обвиняемого Олега Пулатова Сабине тен Дуссхате заявила, что украинские военные могли сбить MH17 по ошибке.
3 июля суд принял решение по ходатайствам защиты обвиняемого по делу MH17 Олега Пулатова. В частности, суд удовлетворил ходатайства защиты в отношении проведения дополнительных следственных действий и разрешил осмотреть обломки самолёта Boeing 777. Суд отказал в переводе на русский язык всех материалов дела MH17, насчитывающего более 40000 листов. Переведены будут только материалы, необходимые для защиты Пулатова.
3 ноября в суде было показано видео с показаниями Пулатова. На записи он заявляет, что ракетный комплекс «Бук» фигурирует в его переговорах с командирами ДНР с целью запутать противника.
8 декабря судья Хендрик Стинхейс сообщил, что Россия отклонила запрос Нидерландов о допросе в качестве свидетеля Сергея Мучкаева, который в 2014 году был командиром 53-й курской бригады ВС РФ. Минюст России обосновал отказ тем, что допрос может повредить интересам России.
Показания свидетелей
В июне 2021 года впервые были оглашены показания 20 свидетелей, которые заявили, что видели в небе след от пуска некой ракеты. 12 из них также слышали грохот или взрыв, предшествовавшие появлению в небе этого следа. Восемь человек непосредственно видели или слышали полёт ракеты в небе. Отвечая на вопрос о возможном месте пуска ракеты, большинство опрошенных свидетелей указало направление левее от населённого пункта Снежное. В июле 2014 года, как и на момент дачи показаний, этот населённый пункт находился под контролем ДНР.
При этом 11 свидетелей, слышавших пуск ракеты, заявили, что в тот же день сами видели ЗРК «Бук» или слышали о том, что он находился в этой местности.
Особое внимание в суде уделили показаниям свидетеля, обозначенного как Х48. Он сообщил, что 17 июля 2014 года, незадолго до крушения «Боинга», он находился на блок-посту ДНР у села Первомайское. Он увидел, как мимо проезжает военная машина с зелёными ракетами, которая затем поехала в сторону сельскохозяйственного поля и скрылась за деревьями. Затем свидетель услышал грохот, а затем свист и увидел, как в небе появился белый след, уходивший в сторону города Торез (судя по данным радаров и «чёрных ящиков», именно в том направлении в тот момент находился «Боинг» МН17). Далее в небе раздался взрыв, а потом свидетель увидел, как из облаков на землю сыплются обломки самолета. Вскоре после этого Х48 увидел, как военная машина движется в обратном направлении, при этом одна из ракет на верхней части машины отсутствовала, а часть поля, с которого приехала установка, горела.

## Позиция защиты
Из всех обвиняемых только Олег Пулатов согласился взаимодействовать с представителями суда. Его интересы защищают два нидерландских адвоката и российский юрист Елена Кутьина.
Защита Пулатова подавала прошение о проведении повторного расследования альтернативных сценариев:
- сбитие «Боинга» украинским самолётом;
- поражение ракетой ПВО из-за того, что украинские штурмовики использовали «Боинг» в качестве «живого щита»;
- поражение из ЗРК «Бук», принадлежавшего Украине.

Также адвокаты подавали заявление о допросе нескольких экспертов и свидетелей, в том числе некоего испанского «диспетчера Карлоса», интервью с которым неоднократно появлялось в российских государственных СМИ. Как выяснили журналисты и следователи, «диспетчер Карлос» никогда не работал диспетчером, был судим за мошенничество, получал за свои интервью денежные вознаграждения.
Представители прокуратуры Нидерландов обратились к судье с просьбой удовлетворить запросы о расследовании только тех альтернативных сценариев, которые имеют хоть какие-то признаки правдоподобности. Как отметил прокурор, версия о поражении МН17 ракетой «воздух-воздух» противоречит характеру повреждений MH17 и данным радаров.
В дальнейшем суд принял решения отказать в рассмотрении альтернативных версий и сосредоточиться на версии поражения «Боинга» российским ЗРК «Бук».

## Доказательства
В июне 2021 года в суде были представлены доказательства основной версии обвинения: самолёт был сбит установкой «Бук», которая в ночь с 16 на 17 июля была переправлена из России на территорию населённого пункта Первомайский (подконтрольного «ДНР»), произвела пуск ракеты, а затем в ночь с 17 на 18 июля была эвакуирована обратно в Россию.
Фрагменты ракеты ЗРК «Бук»
В суде были продемонстрированы ранее не публиковавшиеся результаты экспертиз обломков «Боинга», а также несколько фрагментов ракеты «Бука», найденные рядом с обломками или застрявшие в них. Кроме того, были продемонстрированы найденные в обломках и в телах членов экипажа чужеродные металлические фрагменты. Некоторые из них, по мнению обвинения, характерны для боеголовки ракеты «Бука» 9Н314М.
Место запуска ракеты
По представленным в суде данным бельгийских и голландских экспертов, которые, сопоставив рисунок повреждений на реконструкции MH17 с картиной разлёта поражающих элементов, полученной из натурных экспериментов и российских справочных материалов, сделали вывод, что ракета, скорее всего, была запущена из района южнее Снежного. Бельгийские и голландские эксперты пришли к несколько отличающимся предполагаемым районам запуска, но поле у села Первомайское попадает в границы обоих из них.
Суд, по настоянию стороны защиты, также включил в дело экспертизы и показания экспертов российского «Алмаз-Антея», которые считают, что ракета подлетела к «Боингу» c юга, со стороны села Зарощенское, якобы на тот момент подконтрольного украинской армии.
На запуск ракеты с поля около Первомайского и опровержение версии запуска из Зарощенского указывают коммерческие спутниковые снимки, где видно распаханное поле и следы гусениц, фотографии инверсионного следа ракеты, фотографии и видео иностранных журналистов, побывавших на месте предполагаемого пуска и увидевших сгоревшую траву и следы гусениц, телефонные переговоры, в которых упоминается Первомайское как конечная точка маршрута, телефонные биллинги подсудимого Харченко, показания свидетелей. При этом свидетели пуска из района Зарощенского отсутствуют, а снимки Минобороны России, которое первым в июле 2014 года озвучивало версию с Зарощенским, оказались отредактированы в Photoshop. Оригиналы снимков Россия так и не предоставила, на запрос следствия сообщив, что они были уничтожены.
Вывод суда
После тщательного анализа всех улик суд назвал альтернативные версии российской стороны принадлежащими к «области фантазий». Суд также  отметил, что все доказательства, предоставленные российской стороной, были опровергнуты как подстроенные или ложные.
Позже следственная группа заявила, что Владимир Путин мог лично одобрить доставку «Бука» сепаратистам и предоставила записи телефонных разговоров со свидетельством его непосредственного участия в принятии решений по «Буку», отметив при этом, что неопровержимых доказательств нет. Однако расследовать роль Путина Нидерланды не могут, поскольку президент РФ пользуется иммунитетом в соответствии с международным правом.

## Обвиняемые
- Игорь Гиркин (Стрелков), Россия, отставной полковник ФСБ[25];
- Сергей Дубинский, Россия; старший офицер ГРУ армии России в отставке;
- Олег Пулатов, Россия; подполковник запаса ВДВ армии России;
- Леонид Харченко, Украина; командир разведподразделения ГРУ ДНР.

Все обвиняемые отказались явиться в суд. Олег Пулатов согласился взаимодействовать с судом через адвокатов.

## Вердикт
17 ноября 2022 года суд в Схипхоле признал всех обвиняемых, кроме Олега Пулатова, виновными. Главную ответственность суд возложил на Гиркина. Все, кроме Пулатова, приговорены к пожизненному заключению за убийство. Пулатов оправдан за недостатком улик.

## Реакция
Представитель ЕС по иностранным делам и политике безопасности Жозеп Боррель от имени Евросоюза заявил, что начало уголовного судебного процесса по делу о сбитии рейса MH17 9 марта 2020 года является важной вехой в направлении обретения истины, установления справедливости и привлечения к ответственности виновных в гибели самолёта.